# Williams F107
Williams F107 (внутреннее обозначение компании: WR19) — малогабаритный турбовентиляторный двигатель разработанный и производимый компанией Williams International (англ. Williams International). F107 разрабатывался как двигатель крылатой ракеты. Использован в качестве силовой установки ракет AGM-86 «ALCM» и BGM-109 «Томагавк», а также экспериментальной летающей платформы Williams X-Jet.

## Применение
- AGM-86 ALCM
- BGM-109 Tomahawk
- Williams X-Jet

## Характеристики
- Компрессор: двухвальный компрессор с противоположным вращением

|  | Серийный образец двигателя внутри сбитой ракеты Tomahawk |